# Ville Virtanen (acteur)
Pour les articles homonymes, voir Ville Virtanen et Virtanen.
Ville Virtanen, né le 19 août 1961 à Espoo (Finlande), est un acteur, scénariste, réalisateur et écrivain finlandais.

## Biographie
Dans les années 1980, Ville Virtanen reçoit son diplôme d'acteur de l'École supérieure de théâtre d'Helsinki.
Il a joué dans de nombreuses séries télévisées populaires dans les années 1980.
Ville Virtanen a été marié à l'actrice Eija Vilppa. 
De cette union sont nés en 1987 le premier né Sinna et en 1992 les jumeaux Daniel et Valdemar.
Daniel est entré à l'Académie de théâtre en 2018 et étudie aussi le théâtre.
L'épouse actuelle de Virtanen est Birthe Wingren, avec qui il a une fille.
Le couple vit à Stockholm en Suède.

## Filmographie

### Films
- 1966 : Millipilleri : Enfant au jardin d'enfants
- 1986 : Leonardon ikkunat
- 1986 : Ursula : Mårten
- 1987 : Fakta homma  : Simo Karahka
- 1989 : Talvisota  : sous-lieutenant Jaakko Rajala
- 1990 : Vääpeli Körmy ja marsalkan sauva : Sergent des Blancs
- 1990 : Kiljusen herrasväen uudet seikkailut : Serviteur du président
- 1992 : Kuka on Joe Louis? : Jussi Hämäläinen
- 1993 : Harjunpää ja kiusantekijät : Kauranen
- 1993 : Jänis : Maukka
- 1995 : Naisten sauna : Strip-teaseur
- 1997 : Lunastus  : Kohva
- 1997 : Juhannustarinoita : Antti
- 1997 : Dostojevskia lukiessa
- 1998 : Säädyllinen murhenäytelmä : Tauno Saarinen
- 1998 : Papparaizet tulevat : plusieurs rôles
- 1999 : Yölento : Père de Mira
- 1999 : Lapin kullan kimallus : Kymppi
- 1999 : Vaarallinen kevät : Jyrki
- 1999 : Säämies : Mikael
- 2000 : Apinajuttu : Jensse
- 2002 : Eläköön markkinatalous! : Voix de Kete
- 2003 : Hymypoika  : Juhani
- 2003 : Broidit : Sulkiskaveri
- 2003 : Nousukausi  : Erik
- 2004 : Lapsia ja aikuisia : Thérapeute de couple
- 2004 : Koirankynnen leikkaaja : Luti
- 2005 : Lupaus  : Vétérinaire
- 2006 : Siilijuttu : Ivrogne
- 2006 : Kummelin Jackpot : Passat-äijä
- 2007 : Raja 1918 : Officier blanc
- 2007 : Suden vuosi  : Leif
- 2007 : Joulutarina : Henrik
- 2007 : Musta jää  : Ilkka
- 2008 : Sauna : Eerik
- 2008 : Lacrimosa : Jan Saras
- 2008 : Myrsky : Officier
- 2010 : Paha perhe : Mikael
- 2010 : Sovinto  : Kimmo
- 2010 : Täällä Pohjantähden alla II : Rautajärvi
- 2010 : Harjunpää ja pahan pappi : Mäki
- 2011 : Vares – Pahan suudelma : Arto Ronimus
- 2011 : Missä kuljimme kerran  : Halonen
- 2012 : Hulluna Saraan : Taisto
- 2013 : Ella ja kaverit  : bureaucrate
- 2013 : Kekkonen tulee! : Lonkka-Esko
- 2014 : Ei kiitos : Matti
- 2014 : Theon talo
- 2015 : Tyttökuningas : docteur Van Wullen
- 2017 : Armoton maa : Lasse Kuntonen
- 2017 :Toivon tuolla puolen : employé judiciaire
- 2017 :Ikitie : John Hill

### Séries télévisées
- 1986 : Tabu
- 1986–1996 : Fakta homma : rôles multiples
- 1987 : Hymyhuulet : rôles multiples
- 1988 : Onnea matkaan : Jukke Jäyhä
- 1989 : Seitsemän veljestä : Toukolainen
- 1992 : Isänmaan kaikuja
- 1993 : Hobitit : Legolas
- 1993 : Hynttyyt yhteen : Henrik Hirvi
- 1993 : Team Suomi : Jouni
- 1996 : Herkku & Partanen : Kristoffer
- 1995–1998 : Kotikatu : Arttu Laakso
- 1998 : Mitä sais olla
- 1999 : Pieni pala Jumalaa : Sami
- 2000–2005 : Kylmäverisesti sinun : Veli Miettinen
- 2002 : Niin paljon parempi mies : Nimismies
- 2003 : Venny : Juhani Aho
- 2003 : Kuumia aaltoja : Jorma Turpeinen
- 2003 : Irtiottoja
- 2004 : Nollatoleranssi : Tapani Virta
- 2006 : Pääroolissa
- 2008 : Kymenlaakson laulu : Seppo
- 2011 : Vedetään hatusta : rôles multiples
- 2014 : Nymfit : Matias van der Haas
- 2014–2015 : Vino Show : rôles multiples
- 2015 : Maan povessa : Harry Storm
- 2016–2019 :Sorjonen : Kari Sorjonen
- 2016 : Heroes of the Baltic Sea : Magnus Fleming
- 2018 : Lumen kätkemä : Eddie Eriksson
- 2018 : Hyvät katsojat : propre rôle

## Écrits
- (fi) Ville Virtanen, Menkää mielenhäiriöön, Tammi, 2001 (ISBN 951-31-2033-3)
- (fi) Ville Virtanen, Hevosen taju, Teos, 2013 (ISBN 978-951-851-322-6)